# Rio Água Amarela
O rio Água Amarela é um curso de água que banha o estado do Paraná.